# NGC 5004A
NGC 5004A is een lensvormig sterrenstelsel in het sterrenbeeld Hoofdhaar. Het hemelobject werd op 13 maart 1785 ontdekt door de Duits-Britse astronoom William Herschel.

## Synoniemen
- UGC 8260
- MCG 5-31-149
- ZWG 160.157
- PGC 45756